# Omar Hawsawi
Omar Hawsawi (Jidá, 27 de setembro de 1985), é um ex-futebolista saudita que atuava como zagueiro.

## Carreira
Omar Hawsawi representou a Seleção Saudita de Futebol na Copa da Ásia de 2015.